# LG G4
LG G4 è uno smartphone prodotto dalla LG Electronics a partire da aprile 2015.
È successore dell'LG G3, del quale esso è un'evoluzione. Qualche mese dopo l'uscita è stato affiancato dalla versione ridotta LG G4s, che presenta uno schermo più piccolo e caratteristiche tecniche inferiori. Il suo successore è l'LG G5.

## Caratteristiche tecniche

### Design
LG G4 presenta un profilo di plastica rigida continuo sui 4 lati e ha anche la possibilità di indossare una battery-cover in pelle vera. Le dimensioni sono di 148.9 x 76.1 x 6.3 - 9.8 millimetri e il peso è di 155 grammi.

### Hardware
È stato il primo smartphone ad essere alimentato dal processore hexa-core Snapdragon 808 di Qualcomm, con GPU Adreno 418. Ha 3 GB di memoria RAM e 32 GB di memoria interna espandibili fino a 256 GB con microSD.
Lo schermo è un touchscreen leggermente curvo da 5.5" Quad-HD.
Include connettività GSM, HSPA, LTE, Wi-Fi 802.11 a/b/g/n/ac dual band, Bluetooth 4.1 LE, GPS con A-GPS e GLONASS, NFC, infrarossi, radio FM, microUSB 2.0.
Ha una fotocamera posteriore da 16 megapixel, f/1.8, autofocus, stabilizzatore ottico OIS a 3 assi, flash LED e una fotocamera anteriore da 8 megapixel con f/2.0. Possiede inoltre una batteria removibile da 3000 mAh ai polimeri di litio.

### Software
Monta Android Lollipop nella versione 5.1 con la LG UX 4.0, aggiornabile alla versione Marshmallow 6.0.